# Марк Форне Мольне
'Марк Форне Мольне (кат. Marc Forné Molné; нар. 30 грудня 1946, Андорра-ла-Велья) — андоррський політик, глава уряду Андорри з 7 грудня 1994 до 30 березня 2005 року.
Юрист за освітою, Форне Мольне заснував Ліберальну партію Андорри й після вотуму недовіри главі уряду Оскару Рібасу Речу став у 1994 році його наступником. У 1997 й 2001 роках ЛПА під його керівництвом виграла вибори до Генеральної ради долин.
Форне Мольне за часів свого керівництва країною займав ліберальну економічну позицію й виступав за низькі податки та малу роль держави в економічному житті.
У березні 2005 року за місяць до парламентських виборів він поступився кріслом глави уряду Альберту Пінтату, у листопаді того ж року залишив і пост лідера партії.